# Canisius College
Canisius College är ett amerikanskt privat college som ligger i Buffalo, New York och hade totalt 4 181 studenter (2 868 undergraduate students och 1 313 postgraduate students) för 2014. Colleget har religiös anknytning till Jesuitorden och ingår i den nationella jesuitorganisationen Association of Jesuit Colleges and Universities.
1848 ville den första biskopen av Buffalos stift, reverend John Timon att etablera ett katolskt utbildningssystem inom stadens gränser, dock utan framgång. 22 år senare och tre år efter Timons död grundade medlemmar ur Jesuitorden och som hade kopplingar till St. Michael's Church en utbildningsinstitution som bestod både av ett college (Canisius College) och en high school (Canisius High School). De blev namngivna efter den nederländska jesuitprästen Sankt Petrus Canisius.
Lärosätet tävlar med 20 collegelag i olika idrotter via deras idrottsförening Canisius Golden Griffins.

## Alumner
| Idrottare - Cory Conacher Politiker - Bill Paxon |